# 我們遇見松花湖
《我們遇見松花湖》為2015年以抗戰為題材的中國電影，何緯豐導演，黃百鳴監製，由姜潮、林家棟、陳靜、王梓軒及盛君主演，天馬影視文化控股有限公司投資兼發行，並於2015年9月19日於金雞百花電影節首映及成為獻禮電影。當日電影監制黃百鳴、導演何緯豐，戲中各主演如姜潮、林家棟、陳靜、王梓軒、盛君及馮素波均有出席。（香港商報 , 第24屆中國金雞百花電影節）。
《我們遇見松花湖》於第24屆金雞百花電影節中獲得「民族影展特別貢獻獎」，並由中國電影家協會康健民副主席手中接過獎項。

## 剧情
一對現代年輕人偶然間發現家裏的一雙靰鞡鞋，鞋子似文物出土卻保存完好。新舊鮮明對比，讓兩個年輕人好奇地搜尋這背後的故事，影片倒敍至上世紀三四十年代：爺爺（龍浩）和奶奶（柏合）年少相知相戀，後因抗日戰爭爆發二人失散。抗戰年代，他們分別用自己的方式抗擊外敵侵略。雖幾經生死離合，但二人最終因為共同的理想信念、矢志不渝的愛情走到一起。
影片以愛情故事為主線，人東北民俗、滿族文人化、民族抗戰為背景，演繹經典。

## 演員
| 演員   | 角色   | 身份                                                                                     |
| 姜潮   | 陳錦森 | 25歲，成熟穩重，充滿愛心的陽光大哥哥。                                                   |
| 林家棟 | 龍浩   | 33歲，責任感強，冷靜，聰明有擔當。                                                       |
| 陳靜   | 安易非 | 22歲，天生麗質，品學兼優，是一位自媒體人，喜歡通過新媒體網絡把自己心愛的故事傳播給大眾。 |
| 王梓軒 | 汪博洋 | 23歲，率直，好勝，喜歡在朋友面前表現自己，雖然外表帥氣迷人，但卻對女友專一。             |
| 盛君   | 柏合   | 29歲，率真火辣，本性善良有正義感重義氣。                                                 |
| 于波   | 安文成 | 30歲，，忠心耿耿，體貼照顧，金龜嶺東團山綹子轉角梁。                                     |

## 參展
- 金雞百花獎 首映
- 金雞百花獎 獻禮電影